# Татарская поп-музыка

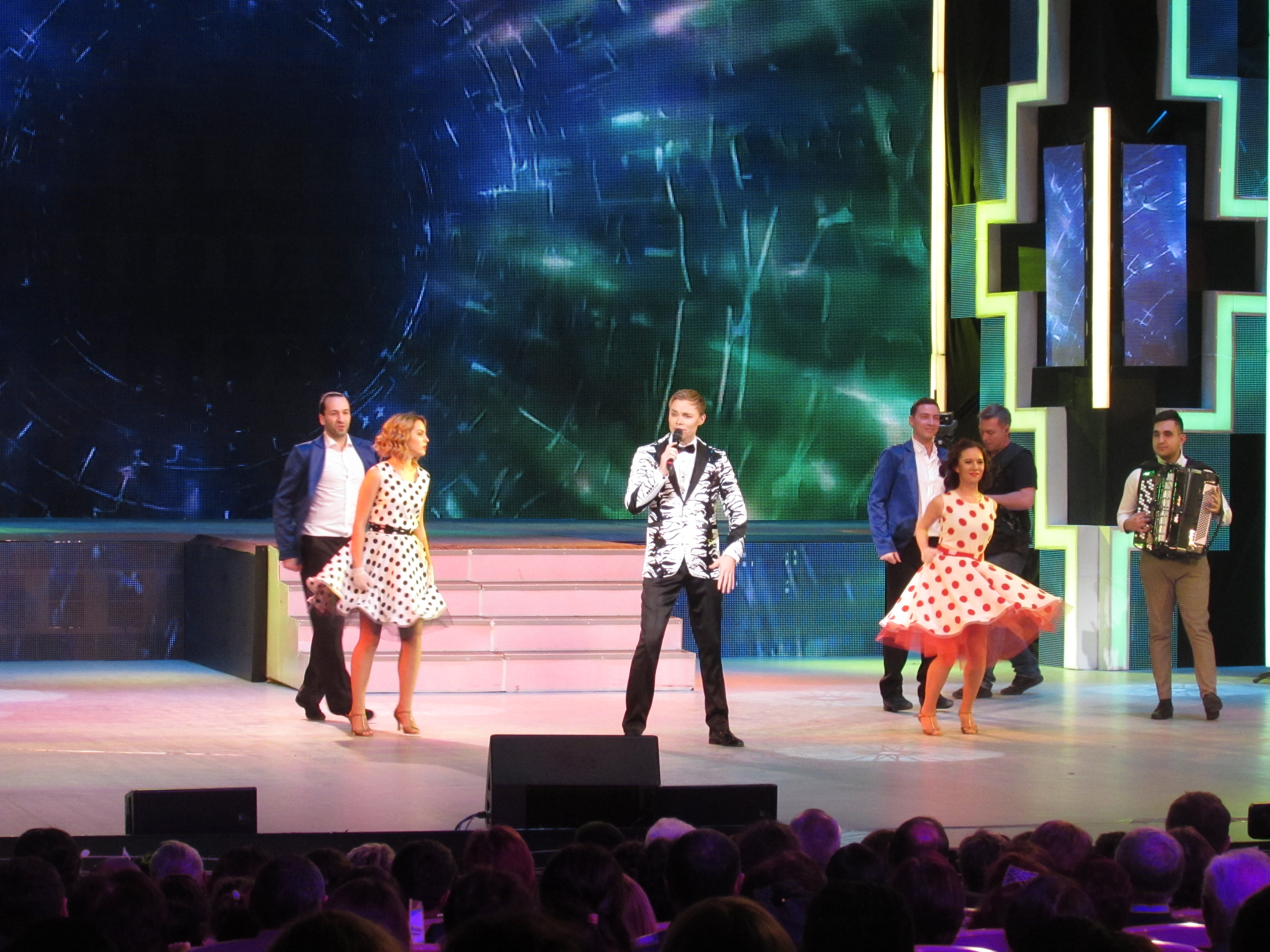
Концерт «Юлдаш Хит — 2017» в Уфе. Выступает Айдар Ракипов со своим хитом «Красотка», версия которого есть как на татарском («Сылукай»), так и на башкирском («Һылыуҡай») языке

Татарская поп-музыка (татарская эстрада) — музыка в стиле поп, исполняемая на татарском языке и популярная в регионах, где этот язык распространён — прежде всего в Татарстане и Башкортостане. Как правило, в большинстве случаев содержит в себе элементы татарской народной музыки — прежде всего это выражается в наличии в песнях партии баяна, также широко распространены перепевки исконно народных песен (например, в жанре такмак).

## История
Начиная с 1960-х годов татарское песенное творчество стало приобретать массовый характер, чему способствовало развитие радио и телевидения. Народные песни начинают вытесняться поп-музыкой. Особенно большого размаха татарская поп-музыка достигает в постсоветский период, благодаря использованию электронной техники.
Основоположником и первым представителем профессиональной татарской песенной эстрады считается Рашит Вагапов, который в годы своей активности с 1938 по 1962 годы оставался одним из популярнейших татарских эстрадных певцов. Он был интерпретатором татарских народных песен и вокальной музыки татарских композиторов.
В 1960-е татарские песни начинают тяготеть к советской эстраде, в эти годы появляются татарские ансамбли «Орфей», «Идель», «Казан утлары» и «Сайяр», татарская поп-музыка была представлена такими исполнителями как Ильгам Шакиров и Альфия Авзалова.
В 1970-е годы на татарскую поп-музыку начинают оказывать влияние разные западные жанры (джаз, рок), американская эстрада, в то же время начинает возвращаться традиционная музыка. В эти годы были популярны Шамиль Шамсутдинов, Ренат Ибрагимов, Тагир Якупов, Флёра Сулейманова, Зиннур Нурмухамметов, в Финляндии появилась первая татарская рок-группа «The Sounds of Tsingishan», преобразованная в позже в группу «Başkarma».
В 1980-е в эстраду входит синтезаторная поп-музыка, встречаются джазовые элементы. Появилась первая татарская рок-сюита Масгуды Шамсутдиновой «Магди». Получили известность: Зиля Сунгатуллина, Зухра Шарафуллина, Айдар Файзрахманов, Хамдуна Тимергалеева, Вафира Гиззатуллина, Искандер Биктагиров, Зуфар Хайрутдинов, Зухра Сахабиева, Венера Ганиева, Георгий Ибушев, Хайдар Бигичев, Вафира Гиззатуллина, Римма Ибрагимова.
В 1990-е годы начинает формироваться поп-музыка в современном её виде, с партиями баяна и синтезатора в песнях. На сцену возвращаются прежние пласты национальной музыкальной традиции. Многие известные имена популярной музыки появились именно тогда: Салават Фатхутдинов, Зуфар Хайрутдинов, Алсу Хисамиева, Хания Фархи, Зайнап Фархутдинова, Зульфат Хакимов, Дениз Бедретдин, Фирзар Муртазин, Асаф Валиев, группа «Сак-Сок» и другие.

## Краткий обзор современной сцены
Сегодня на татарской эстраде присутствует множество известных среди татар исполнителей, таких как Альфина Азгамова, Зайнап Фархетдинова, Зуфар Билалов, Диля Нигматуллина, Альбина Апанаева, Василя Фаттахова, Гузель Ахметова, Гузель Уразова, Иркэ, Ильмира Нагимова, Ильсия Бадретдинова, Лилия Хайруллина, Габдельфат Сафин, Айдар Галимов, Исхак-Хан, Римма Никитина, Салават Фатхутдинов, СуперАлиса, Элвин Грей, DJ Радик, Марат Яруллин, Айрат Сафин, Гузэлем и многие другие. Самой известной в мире представительницей является Алсу, также в мире известна австралийская фолк-исполнительница Зульфия Камалова, в чьём репертуаре есть песни на татарском языке, татароязычные работы есть и у исполнительницы Tatarka (Ирина Смелая). Встречаются песни на русско-татарском двуязычии (Айгель Гайсина, Лэйна), имеются семейные творческие союзы (Гузель Уразова и Ильдар Хакимов, Гузэлем и Салават Миннехановы, Зайнап Фархетдинова и Зуфар Билалов, Зульфия и Жавит Шакировы, Фарит Таишев и Ландыш Нигматзянова) и даже семейные ансамбли (Рустам, Гузель, Муса и Гайса Маликовы). Многие исполнители за своё творчество получили звания «заслуженный/народный артист Татарстана» и «заслуженный/народный артист Башкортостана». По словам «главного аранжировщика национальной эстрады» Марата Мухина, число исполнителей на современной татарской эстраде очень велико — «артисты пачками появляются чуть ли не каждый день».
Татарские артисты частично представлены и на башкирской эстраде, так как множество татар живёт в Башкортостане. Айдар Галимов, Хания Фархи, Василя Фаттахова, Анвар Нургалиев, Элвин Грей и некоторые другие считаются и татарскими, и башкирскими артистами.
Главным мероприятием татарской эстрады является ежегодный конкурс «Татар җыры» («Татарская песня»). Также в Татарстане существует татароязычная версия проекта «Фабрика звёзд» — «Йолдызлар фабрикасы», круглосуточное радиовещание татарской музыки ведёт станция «Татар радиосы», есть телеканал TMTV — структуры входят в холдинг «Барс-медиа». Также музыка периодически звучит на многих других, немузыкальных, станциях и каналах. В Башкортостане татарскую эстраду показывает развлекательный телеканал «Туган тел» («Родная речь»), вещающий на башкирском, татарском и русском языках.
Начиная с 2004 года ежегодно проводится Международный фестиваль татарской песни имени Рашида Вагапова — один из брендов современной татарской песенной культуры, который пропагандирует татарскую эстраду и профессиональное вокальное искусство.

### Рейтинги
Авторитетная казанская газета «Бизнес Online» в 2019 году опубликовала «топ-30 главных татарских песен XXI века». В десятке лидеров оказались Василя Фаттахова, Габдельфат Сафин, дуэт Гузель Уразова / Элвин Грей, Айгель Гайсина, Фирдус Тямаев, Салават Фатхетдинов, Tatarka, Айдар Галимов, СуперАлиса, Ильгам Валиев / Ахмед Агади.
В декабре 2023 года трек дуэта «Аигел» «Пыяла» из одноимённого альбома, выпущенного в 2020 году, возглавил мировой чарт Shazam. Кроме Shazam, трек занял первые места в «Яндекс. Музыке», VK и Apple Music в России, Казахстане, Белоруссии, Кыргызстане, Латвии, Эстонии и на Украине, а также Spotify в России, Казахстане и Белоруссии. Песня обрела популярность после того, как вошла в саундтрек к российскому сериалу «Слово пацана. Кровь на асфальте».

## Аллея татарских звёзд

Именная звезда Хании Фархи в Казани

На главной пешеходной улице Казани — улице Баумана — находится аллея татарских звёзд — вмонтированных в тротуар памятных знаков, посвящённых деятелям татарской культуры — музыкантам, актёрам театра и кино. Создана в 2002 году по инициативе Салавата Фатхутдинова.

## Критика
В 2016 году президент Татарстана Рустам Минниханов раскритиковал состояние татарской эстрады, указав на её низкий «уровень» и призвал для улучшения ситуации «создать условия». Это привело к различным изменениям в культурных ведомствах Татарстана и созданию нового музыкального фестиваля «Узгэреш жиле» («Ветер перемен»). Заслуженный артист Российской Федерации Салават Фатхутдинов высказался о фестивале так: «Это не „Ветер перемен“, а деньги на ветер». Марат Мухин комментирует: «Если хотите поменять татарскую песню, сначала нужно народ перевоспитать. А это непросто, а может, и вовсе не нужно».